# Macruronus maderensis
Macruronus maderensis is een straalvinnige vissensoort uit de familie van heken (Merlucciidae). De wetenschappelijke naam van de soort is voor het eerst geldig gepubliceerd in 1951 door Maul.